# 隅田八幡神社人物画像鏡

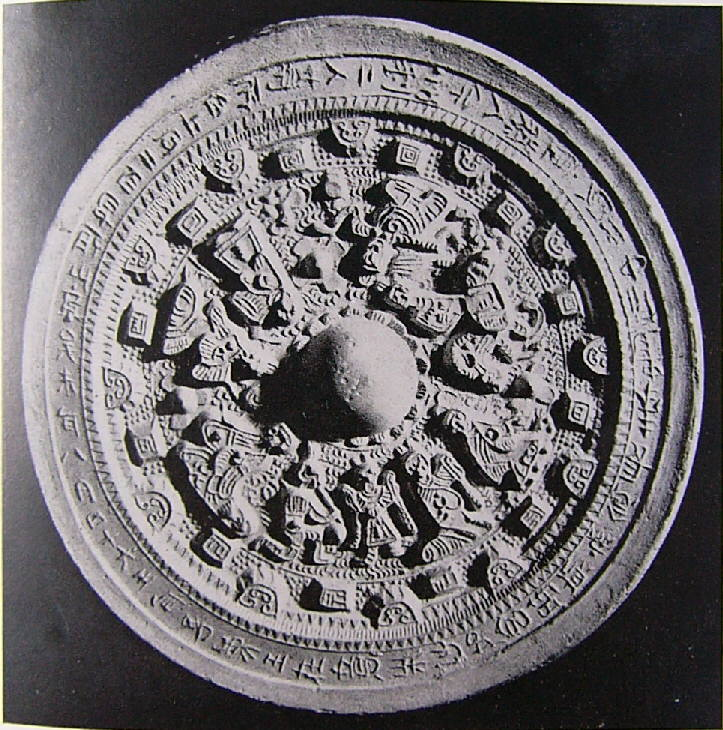
隅田八幡神社人物画像鏡

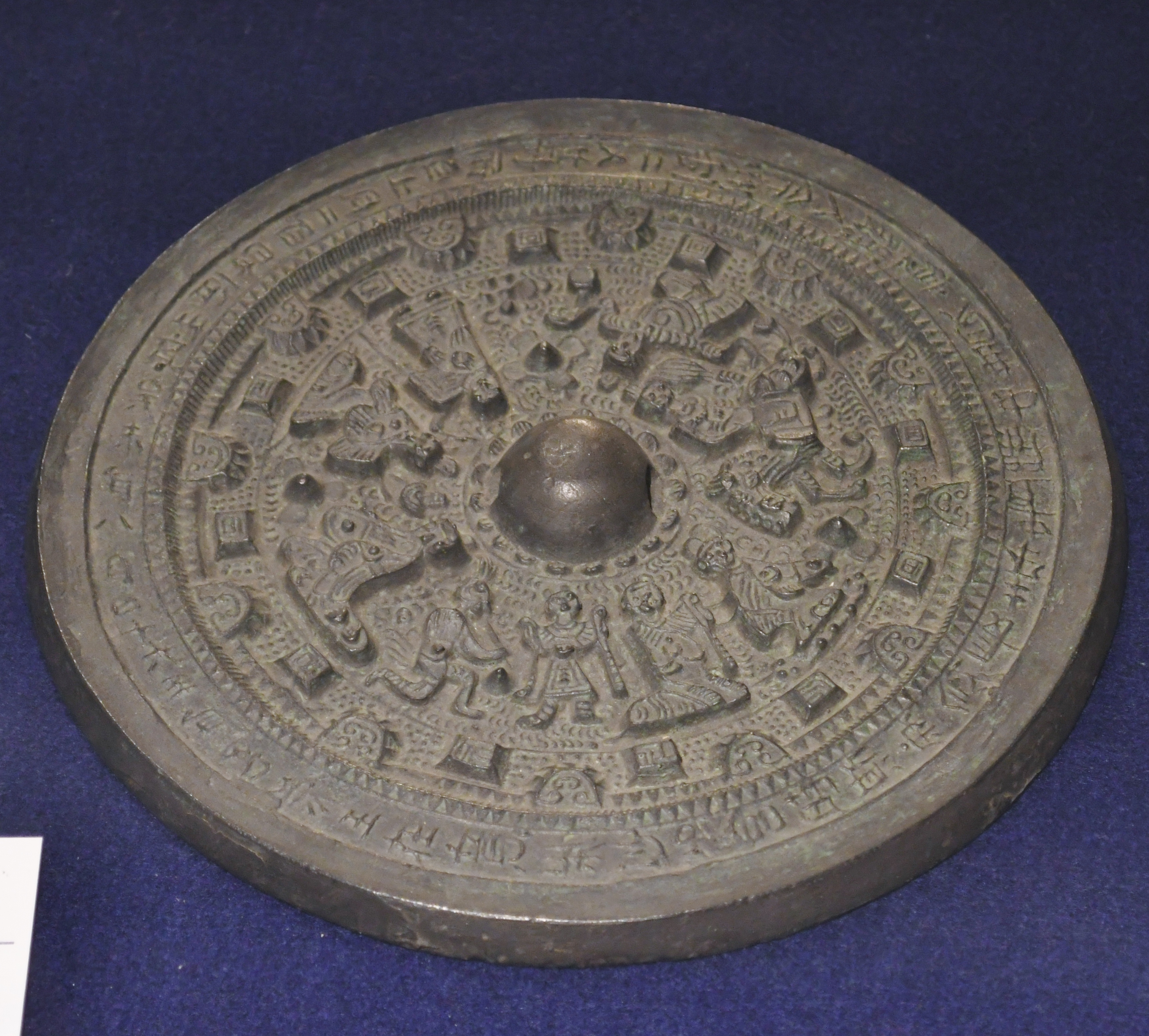
複製鏡和歌山県立紀伊風土記の丘企画展示時に撮影。

隅田八幡神社人物画像鏡（すだはちまんじんじゃじんぶつがぞうきょう）は、和歌山県橋本市の隅田八幡神社が所蔵する、5世紀から6世紀頃製作の銅鏡。鏡背の48字の金石文は、日本古代史、考古学、日本語学における貴重な資料である。国宝に指定されている。

## 概要
日本語の固有名詞が日本において漢字を用いて表記された最初期の例の一つ。
古代日本において大王号を記す金石文としては稲荷山鉄剣銘、江田船山鉄刀銘があり、この人物画像鏡も大王号がいつ頃から使われたのかを知る手懸かりになるものである。また、いつヤマトの王が大王と称されるようになったかを解明する手懸かりになるものの一つとして注目される。
隅田八幡神社の人物画像鏡は青銅製で径19.9cm。近世の地誌類にもこの鏡についての記載があることから、古い時代に出土したものであることは確かだが、正確な出土年代や出土地は定かでない。鏡背は円形の鈕を中心に、内区には古代中国の伝説上の人物である東王父・西王母（とうおうふ・せいおうぼ）など9名の人物を表し、その周囲には半円形と方形からなる文様帯、その外側には鋸歯文（きょしもん）を表し、周縁部には漢字48字からなる銘を左回りに鋳出する。
この鏡の原鏡（母鏡）となった画像鏡は、大阪府八尾市の郡川西塚古墳、同藤井寺市の長持山古墳、京都府京田辺市のトツカ古墳、福井県若狭町の西塚古墳、東京都狛江市の亀塚古墳などで、同型鏡または踏み返し鏡が知られている。しかし、手本となった鏡と本鏡とでは、東王父、西王母を中心として描かれた文様がすべてが逆に鋳造されている。

## 銘文と読み下し
（大意）癸未（きび、みずのとひつじ）の年八月　日十大王の年、男弟王が意柴沙加（おしさか）の宮におられる時、斯麻が長寿を念じて開中費直（かわちのあたい）、穢人今州利の二人らを遣わして白上同（真新しい上質の銅）二百旱をもってこの鏡を作る。

## 銘文の解釈
「大王」の「大」、「男弟王」の「男」など、必ずしも釈読の定まらない文字が多く、銘文の内容についても異説が多い。また「癸未年」がいつに当たるかについては多くの説があるが、西暦443年とする説、503年とする説が有力である。いずれも、斯麻（しま）、今州利はそれぞれ人名と解釈されている。

### 443年説
- 倭王済が宋に使いを遣わして「安東将軍倭国王」の称号を得た年であるから、大王は、允恭天皇を指すものと解釈する。また、意柴沙加宮（おしさかのみや））は皇后・忍坂大中姫（おしさかのおおなかつひめ、雄略天皇母）の宮処となる。この場合、男弟王は誰であるかまだ分かっていない。
- 「日十大王」を「日下大王」と読み替え大草香皇子（454年没）のことではないかとする説もある（万葉集の註に「日下」を「早」と書いた例があることから「日十」を「早」の一文字とみた神田秀夫の説。のちに森浩一は「日十」は「草」の簡体字とした）。
- ちなみに古事記、上宮記によれば忍坂大中姫に意富富杼王(おおほどのおおきみ)という兄弟がいるとされる。
- 継体天皇の諱は「乎富等、袁本杼（ヲホド）」であり、ハ行転呼以前の「男弟（ヲオト）」とは一致しない。

### 503年説
- 「日十大王」をヲシ大王と読んで『書紀』がその名を「大石」「大脚」とする仁賢天皇であるとし、孚弟王をフト王あるいはホド王と訓じ、「袁本杼（おほど）」「彦太（びこふと）」とある継体天皇に比定する説がある。（平野邦雄「継体朝の諸問題」「大化前代政治過程の研究」吉川弘文館 1985年、山尾幸久「日本古代王権形成史論」岩波書店 1983年）[4]。
- 山尾幸久は「日大十王」が仁賢天皇、「男弟王」が「男大迹王」すなわち継体天皇、「斯麻王」が百済の武寧王であるとしている[5]。
- 諱に「斯麻」を持つ百済の武寧王（在位:502年 - 523年）とする解釈が有力である。百済は当時倭国と緊密な外交関係をもち、大陸の文物を大量に輸出しており、鏡の作者「斯麻」を武寧王と推定する。＊1971年に発見された百済武寧王の墓誌にも「斯麻王」と確認されている[6]。
- 男弟王を即位前の継体天皇のことだと解釈する。しかし、『日本書紀』に見える「磐余玉穂宮」（526年遷宮）の前に「忍坂宮」のある大和国に入っていたこととなり記述と矛盾し、即位後19年間大和に入れなかったとする説は成り立たなくなる[要出典]。
- また、日本書紀における歴代天皇の在位年代を西暦に置き換えると仁賢天皇の崩御年は498年で銅鏡に刻印された日付は仁賢から皇位を継承した武烈天皇の治世となる[要出典]。
- 即位前の継体天皇は大王の後継者として大和政権の中枢部におり大和忍坂に拠点をかまえて対百済外交を担当していたことになる。雄略天皇没後、顕宗、仁賢系の王統と継体系の王統（皇統）が並立していた可能性があり、その後、継体と手白香皇女、安閑と春日山田皇女、宣化と橘仲皇女の婚姻により両王統が統合を果たしていった過程が見られる[7]。
- 近年では鏡の型式等から503年説が優勢となってきている[5]。